# Макинрой, Джон
Джон Па́трик Ма́кинрой-мла́дший (англ. John Patrick McEnroe, Jr.; род. 16 февраля 1959, Висбаден, ФРГ) — американский профессиональный теннисист, бывшая первая ракетка мира. В одиночном разряде — первая ракетка мира в общей сложности на протяжении 170 недель, семикратный победитель турниров Большого шлема, двукратный победитель итогового турнира Мастерс и пятикратный победитель итогового турнира WCT. В парном разряде — первая ракетка мира в общей сложности в течение 269 недель, девятикратный победитель турниров Большого шлема в мужском парном разряде и победитель Открытого чемпионата Франции 1977 года в смешанном парном разряде, восьмикратный победитель итоговых турниров Мастерс и WCT. Пятикратный обладатель Кубка Дэвиса и двукратный обладатель командного Кубка мира со сборной США. Член Международного зала теннисной славы с 1999 года. Многие специалисты считают его одним из лучших игроков в истории этого вида спорта.

## Биография

### Детство, юность и начало карьеры
Джон Макинрой родился 16 февраля 1959 года на авиабазе ВВС США в Висбадене, ФРГ, где служил его отец. В том же году Джон Макинрой — старший уволился из армии, и семья переехала в Дугластон (Квинс, Нью-Йорк). После окончания службы отец работал офис-менеджером и параллельно учился на вечернем отделении юридического колледжа, мать работала медсестрой. У Джона Макинроя есть младший брат Патрик (род. 1966), также ставший профессиональным теннисистом.
Занятия теннисом начал с восьми лет, в кружке при местном кантри-клубе. С девяти лет принимал участие в детских турнирах Восточной лиги и к 12 годам вошёл в первую десятку игроков США в своей возрастной группе. В 1971 году начал тренироваться в Академии тенниса в Порт-Вашингтоне, одним из тренеров, занимавшихся с его группой, был Гарри Хопман. Несмотря на явные успехи в теннисе Макинрой, по его собственным воспоминаниям, мечтал в то время о карьере профессионального баскетболиста. Параллельно с учёбой в школе и занятиями теннисом Макинрой подрабатывал, сначала развозкой утренних газет, затем в качестве болбоя на теннисных турнирах.
С 1975 года Макинрой начал заниматься индивидуально под руководством тренера Тони Палафокса и прошёл отбор в сборную США на Юниорском кубке Дэвиса. В следующем, 1976 году, он достиг второго места в национальном рейтинге юниоров в категории до 18 лет и в этом же году впервые принял участие в турнире ATP в Саус Орандж, Нью-Джерси. На этом турнире он прошёл во второй круг и заработал первые пять очков в рейтинге Ассоциации теннисистов-профессионалов. К концу года он занял 264 строчку в рейтинге ATP.
В 1977 году, в 18 лет, Макинрой впервые отправился в Европу, в качестве официального представителя Ассоциации тенниса Соединённых Штатов для участия в юношеских соревнованиях турниров Большого шлема — Открытого чемпионата Франции и Уимблдонского турнира. Набранные в предыдущем году рейтинговые очки позволили ему также участвовать в квалификационном турнире Открытого чемпионата Франции. Дебютанту удалось пройти квалификацию и попасть в основную сетку турнира. В мужском одиночном разряде он прошёл во второй круг и, кроме того, победил в соревнованиях юниоров и в миксте, в паре с Мэри Карилло, завоевав свой первый чемпионский титул на турнирах Большого шлема. Спортивный журналист Джон Файнтейн отмечает, что по ходу этого турнира произошло событие, существенно повлиявшее на дальнейшую теннисную карьеру Макинроя. Когда он встречался с австралийским теннисистом Филом Дентом, Джон — по привычке, выработавшейся в юношеских соревнованиях — несколько раз трактовал в пользу соперника спорные мячи, включая те, которые отдавали ему линейные судьи. После матча Дент, победивший в пяти сетах, сказал ему: «Сынок, профессионалы так не делают». Буквально со следующего своего турнира Макинрой начал оспаривать неудобные для него решения судей, делая это энергично до грубости. Эта неуступчивость в последующие годы стала неотъемлемой частью его имиджа.
На Уимблдонском турнире Макинрой добился значительного успеха, пробившись сначала из квалификационного турнира в основную сетку и дойдя (после реванша, взятого у занимавшего восьмую строчку в рейтинге Дента) до полуфинала, в котором уступил Джимми Коннорсу, бывшему на тот момент первой ракеткой мира, в четырёх сетах. На тот момент он стал самым молодым в истории полуфиналистом мужского Уимблдонского турнира. По итогам сезона Макинрой был признан «новичком года» по версии журнала Tennis Magazine.
В 1978 году Макинрой поступил в Стэнфордский университет и выиграл чемпионат по теннису Национальной ассоциации студенческого спорта в парном и одиночном разрядах. Отучившись один семестр, Макинрой окончательно решил покинуть университет и стать профессиональным спортсменом.
Макинрой — финалист Уимблдона в мужском парном разряде (с Питером Флемингом) и полуфиналист Открытого чемпионата США в одиночном разряде — закончил сезон 1978 года на четвёртом месте в рейтинге АТР в одиночном разряде и на пятом месте в парном. Приняв участие в турнире Мастерс — итоговом турнире сезона Гран-при, проводившемся в январе следующего календарного года, он стал его победителем как в одиночном разряде, победив в финале Артура Эша 6-7, 6-3, 7-5, так и в паре с Флемингом. После победы он заключил свой первый крупный спонсорский контракт — с дизайнером и производителем спортивной одежды Серджо Таккини, сроком на восемь лет
. Он также удостоился награды ATP в номинации «Прогресс года».

### Профессиональная карьера

#### Первые годы в профессиональном теннисе, матчи с Боргом (1979—1981)
В первый же год профессиональной карьеры Макинрой завоевал титул на турнире Большого шлема в одиночном разряде, выиграв в финале Открытого чемпионата США у своего друга Витаса Герулайтиса 7-5, 6-3, 6-3. После этой победы он занял третье место в рейтинге ATP, после Бьорна Борга и Джимми Коннорса.
Вместе с Питером Флемингом он победил в парном разряде на Уимблдоне и Открытом чемпионате США, а позже всухую разгромил с Герулайтисом и парой Стэн Смит—Боб Лутц сборную Италии в финале Кубка Дэвиса. Итальянцам не удалось взять в этом матче ни одного сета.
Всего в 1979 году Макинрой выиграл 27 турниров, завоевав 10 титулов в одиночном и 17 в парном разряде. Этот результат стал рекордом Открытой эры в теннисе; предыдущий рекорд был установлен в 1973 году Илие Настасе, выигравшим 15 титулов в одиночном и 8 в парном разряде. За год Макинрой выиграл 91 из 104 матчей в одиночном разряде (в том числе все восемь в Кубке Дэвиса) и 84 из 89 в парах.
На Уимблдонском турнире 1980 года он снова встретился в полуфинальном матче с Джимми Коннорсом, но на этот раз одержал победу, и в первый раз вышел в финал этого турнира. Его финальный матч с Бьорном Боргом стал первой из пяти встреч между этими спортсменами в финалах турниров Большого шлема, в этот раз Макинрой уступил в упорном пятисетовом поединке — 6-1, 5-7, 3-6, 7-6 (18-16), 6-8. В этом матче Борг не сумел реализовать семь матчболов в знаменитом четвёртом сете, который в конечном счёте проиграл, а в пятом — семь возможностей взять гейм на подаче соперника. Публика в этом матче была активно настроена против Макинроя из-за его поведения во время полуфинальной игры с Коннорсом, в течение которой он постоянно пререкался с судьями.
Через два месяца в финале Открытого чемпионата США ему удалось взять реванш, победив со счётом 7-6, 6-1, 6-7, 6-7, 6-4. Кроме победы над Боргом в финале он одержал верх над Джимми Коннорсом в полуфинале и над 20-летним Иваном Лендлом в четвертьфинальном матче.

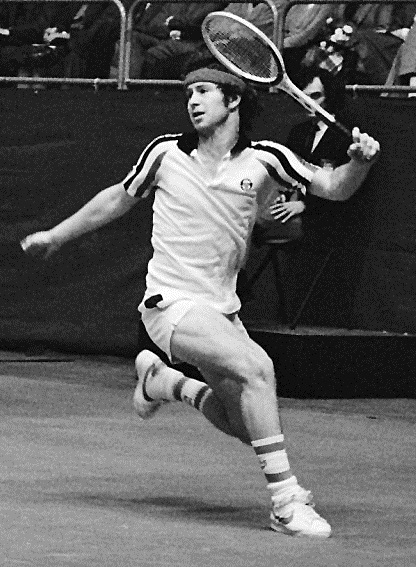
Джон Макинрой в 1979 году

Уимблдонский турнир 1981 года стал одним из самых противоречивых моментов в карьере Макинроя; на этом турнире впервые в полной мере проявилось неспортивное поведение и неконтролируемые вспышки гнева, преследовавшие его на всём протяжении карьеры и, по мнению многих специалистов, не только оставившие пятно на его спортивной биографии, но и помешавшие ему достигнуть ещё бо́льших успехов в теннисе. В первом круге турнира, в матче против Тома Галликсона, Макинрой, сломавший в ярости две ракетки, был оштрафован на 1500 долларов за грубую брань и неуважение к арбитру и дополнительно получил предупреждение, что будет оштрафован на десять тысяч долларов за каждое последующее дисциплинарное нарушение. В этом же матче он впервые произнёс в адрес судьи фразу, употреблённую им впоследствии многократно в спорах с арбитрами и ставшую заголовком его автобиографии: «Не может быть, что вы это всерьёз» (англ. «You can not be serious»). После полуфинального матча с Родом Фроли оргкомитет привёл свою угрозу в исполнение и оштрафовал Макинроя за оскорбление судьи на линии (впоследствии ему удалось выиграть апелляцию благодаря объяснению, что оскорбительную фразу «ты позор рода человеческого» он адресовал самому себе, а не судье). Британская пресса обрушила на Макинроя шквал критики, дав ему прозвище «SuperBrat» (англ. brat — капризный младенец). Несмотря на это, он второй раз подряд дошёл до финала, и вновь его противником оказался Бьорн Борг. На этот раз Макинрой одержал победу в четырёх сетах, впервые выиграв Уимблдонский турнир в одиночном разряде и прервав победную серию Борга, сохранявшего чемпионский титул пять лет подряд. В финальном матче поведение Макинроя было практически безупречным, по его словам, этому способствовало не только понимание того, что он может быть дисквалифицирован, но и глубокое уважение и личная симпатия к Боргу. Кроме победы в одиночном разряде ему удалось повторить достижение 1979 года, выиграв вместе с Питером Флеммингом и турнир пар. Конфликт между организаторами и Макинроем не прекратился с окончанием турнира: Макинрой объявил, что не будет присутствовать на официальной части традиционного ужина в честь чемпионов, устраиваемого Всеанглийским клубом лаун-тенниса и крокета, при этом крайне неуважительно отозвался о приглашённых на этот ужин. В ответ организаторы аннулировали приглашение и в первый и последний раз за историю турнира победителю не было предоставлено почётное членство во Всеанглийском клубе лаун-тенниса и крокета за «неподобающее поведение и нарушение традиций».
В финале Открытого чемпионата США 1981 года состоялась последняя встреча между Боргом и Макинроем. Макинрой одержал победу в четырёх сетах, выиграл свой второй турнир Большого шлема за сезон и прочно занял первое место в рейтинге. Последний спортсмен до Макинроя, которому удалось выиграть этот турнир три и более раза подряд — Билл Тилден (1920—1925). Выиграв в конце сезона Кубок Дэвиса, Макинрой стал первым американским теннисистом с 1938 года, выигравшим за один сезон этот титул, Уимблдон и Открытый чемпионат США.
В своей книге Макинрой пишет, что считает сезоны 1980—1981 годов лучшими в своей карьере, поскольку он достиг значительных успехов, у него был устойчивый стимул — борьба с Боргом и Коннорсом за первое место, но он не чувствовал того психологического давления и одиночества, которое ему довелось испытать, оказавшись на вершине.

#### Первая ракетка мира (1982—1985)
В 1982 году Макинрою не удалось выиграть ни одного турнира Большого шлема: Открытый чемпионат Франции он пропустил из-за травмы, в финале Уимблдона уступил Джимми Коннорсу, а в полуфинале Открытого чемпионата США — Ивану Лендлу. После Открытого чемпионата США ему удалось выиграть 26 матчей подряд в пяти турнирах и двух встречах Кубка Дэвиса, но в январе 1983 года (в те времена сезон заканчивался в январе следующего года) в финале турнира Мастерс он снова, в седьмой раз подряд,  проиграл Лендлу.
Этих результатов и пяти побед в других турнирах оказалось достаточно для того чтобы снова закончить год в качестве первой ракетки.
В начале сезона 1983 года Макинрой перешёл, как и большинство теннисистов тех лет, с деревянной ракетки на композитную. В июле он сравнительно легко победил на Уимблдонском турнире, переиграв Лендла в полуфинале, и на этот раз стал почётным членом Всеанглийского клуба. В декабре Макинрой впервые принял участие в Открытом чемпионате Австралии и дошёл до полуфинала, в котором уступил Матсу Виландеру. В конце сезона он одержал ещё одну принципиальную победу над Лендлом, выиграв турнир Мастерс.

Джон Макинрой на Уимблдоне 1984. Обложка журнала «Sports Illustrated»

1984 год — пик достижений Макинроя, и в этом же году он потерпел самое болезненное поражение в своей карьере. В финале Открытого чемпионата Франции, играя против Ивана Лендла и ведя в счёте 2-1, 4-2, 40-30, он уступил свою подачу, затем сет и в результате проиграл матч, упустив свой самый реальный шанс выиграть чемпионат Франции. По словам Макинроя, даже спустя двадцать лет он не может заставить себя посмотреть запись этой игры. Несмотря на поражение, через несколько недель он выиграл свой третий Уимблдонский турнир, победив в финале Коннорса в трёх сетах, а ещё через несколько месяцев  победил Лендла в финале Открытого чемпионата США. Эта победа принесла ему последний, седьмой по счёту чемпионский титул на турнирах Большого шлема в одиночном разряде. В январе следующего, 1985 года он в очередной раз встретился в финале турнира Мастерс с Иваном Лендлом и снова победил его.
Статистические данные убедительно подтверждают, что сезон 1984 года был лучшим в карьере Макинроя — он выиграл 13 турниров в одиночном разряде, установив личный рекорд и выиграв в сезоне 82 матча, проиграл только 3 — достижение, не превзойдённое по сей день (Роджер Федерер в 2005 году был близок к повторению этого результата, но, проиграв Давиду Налбандяну в последнем матче сезона — финале Кубка Мастерс, закончил год с результатом 81-4).
Помимо спортивных достижений год был отмечен громким скандалом на турнире в Стокгольме. Во время полуфинального матча против Андерса Яррида Макинрой был трижды оштрафован на 700 долларов: за то, что оскорбил судью на вышке, назвав его «ничтожеством» (англ. jerk), умышленно выбил мяч на трибуны, а под конец матча расплющил ударом ракетки банку с содовой водой, забрызгав зрителей, сидевших в первом ряду, среди которых был и король Швеции Карл XVI Густав. Макинрой выиграл этот турнир, но после его окончания был дисквалифицирован ATP на 21 день.
В этом же году он познакомился с голливудской актрисой Татум О’Нил, которая впоследствии стала его первой женой. Татум, получившую от газетчиков прозвище Тантрум (англ. Tantrum — Истерика), отличало такое взбалмошное поведение, что Макинрой называл её «своей женской версией». Роман с О’Нил сделал его объектом пристального внимания папарацци, что, по его словам, служило причиной ещё большего психологического давления и привело к нескольким конфликтам с фотографами.
Сезон 1985 года складывался для Макинроя поначалу удачно, он одержал победы на нескольких турнирах, но затем в полуфинале Открытого чемпионата Франции он уступил в трёх сетах Матсу Виландеру, при этом он имел сетпойнты во втором сете, а в третьем вёл 5-1. В четвертьфинале Уимблдонского турнира Макинрой проиграл Кевину Каррену, также в трёх сетах. В августе, на Открытом чемпионате США, в последний раз в своей карьере достиг одиночного финала турнира Большого шлема, где его противником снова стал Иван Лендл. На этот раз Лендл убедительно победил 7-6, 6-3, 6-4 и вытеснил Макинроя с первой позиции в рейтинге. На Открытом чемпионате Австралии ему не удалось продвинуться дальше четвертьфинала. После поражения в четвёртом круге турнира Мастерс от Брэда Гилберта он решил сделать перерыв в выступлениях для отдыха и тренировок.

#### Перерыв в выступлениях и завершающий период карьеры (1986—1992)
Перерыв в выступлениях затянулся на семь месяцев. После нескольких месяцев отдыха Макинрой приступил к интенсивным тренировкам и, понимая, что атлетические качества становятся всё более важным фактором в теннисе, практически впервые в жизни начал систематически заниматься физподготовкой. В этот же период происходят значительные изменения в его личной жизни — 23 мая 1986 года родился его первый сын, Кевин, а 1 августа он официально заключил брак с Татум О’Нил.
В августе, после свадьбы, под давлением спонсоров, а также опасаясь дальнейшего падения рейтинга, он принял решение возобновить выступления. Впоследствии Макинрой оценил этот шаг как ошибочный, считая, что лучше было бы дождаться пика формы и возвращения уверенности в своих силах.
За полсезона он успел сыграть в восьми турнирах и победить в трёх из них. На единственном турнире Большого шлема, в котором он принял участие в 1986 году — Открытом чемпионате США — он выступил неудачно, проиграв уже в первом круге в одиночном разряде, и был дисквалифицирован вместе с Питером Флемингом в парном разряде за опоздание на матч. К концу года он оказался только 14-м в рейтинге ATP в одиночном разряде и впервые за долгое время не принял участие в розыгрыше Мастерс.
Сезон 1987 года стал одним из самых неудачных в карьере Макинроя — в первый раз за десять лет ему не удалось выиграть ни одного турнира, и кроме того он был несколько раз оштрафован и дисквалифицирован за неспортивное поведение. Общая сумма штрафов за год составила 38 500 долларов, а самая долгая дисквалификация — два месяца после Открытого чемпионата США, где в четвертьфинале он в очередной раз уступил Ивану Лендлу.
Несмотря на то, что ему больше никогда не удалось достигнуть прежнего уровня игры и результатов, в последние годы выступлений Макинрой смог выиграть несколько значимых турниров, включая победу (пятую за карьеру) на чемпионате WCT в 1989 году, где в полуфинале он в последний раз одержал верх над Лендлом. В том же году он дошёл до полуфинала Уимблдонского турнира, где уступил Стефану Эдбергу, а в паре с австралийцем Марком Вудфордом победил на Открытом чемпионате США, переиграв уже в четвертьфинале посеянных первыми Рика Лича и Джима Пью. Этот год он закончил на четвёртой, наивысшей после возвращения в профессиональный тур, позиции в рейтинге.
В начале 1990 года Макинрой впервые был дисквалифицирован в ходе турнира — в четвёртом круге Открытого чемпионата Австралии в матче против Микаэля Пернфорса (англ. Mikael Pernfors)) судья сделал ему предупреждение за запугивание лайнсмена, затем присудил штрафное очко за сломанную в сердцах ракетку и после третьего нарушения — громко выкрикнутого грубого ругательства — засчитал ему поражение в матче. Сам Макинрой впоследствии утверждал, что не знал об изменениях в правилах, требующих дисквалификации после третьего нарушения, и думал, что будет оштрафован только на один гейм. Перед Уимблдонским турниром Макинрой, чувствовавший, что уступает более молодым соперникам в силе ударов, перешёл на ракетку с большей площадью головки, но несмотря на это проиграл в первом круге 24-летнему Деррику Ростаньо. На Открытом чемпионате США он достиг полуфинала, в котором проиграл будущему чемпиону — 19-летнему Питу Сампрасу. В этом сезоне ему удалось выиграть только один турнир в Базеле, победив в финале Горана Иванишевича, и в последний раз войти в десятку лучших теннисистов.
В 1991 году Макинрой выиграл свой последний турнир в одиночном разряде, победив в финале турнира Volvo Open в Чикаго своего младшего брата Патрика. В сезоне 1992 года на Открытом чемпионате Австралии ему удалось одержать верх в третьем круге над Борисом Беккером и достигнуть четвертьфинала, где он проиграл Уэйну Феррейре. На Уимблдонском турнире в одиночном разряде он дошёл до полуфинала и уступил в трёх сетах будущему победителю турнира Андре Агасси. В парном разряде он стал чемпионом в паре с немецким теннисистом Михаэлем Штихом, завоевав этот титул в пятый раз. В конце сезона Макинрой объявил об окончании профессиональных выступлений. На этот момент он занимал 20-ю строчку в рейтинге ATP.

#### Выступления в Кубке Дэвиса
Помимо выступления в профессиональном туре, Макинрой на протяжении почти всей карьеры выступал за сборную США в розыгрышах Кубка Дэвиса. Несмотря на то, что гонорары за выступления были значительно меньше сумм, которые он зарабатывал как профессионал, по его собственным словам, он считал своим долгом выступать за свою страну, и, кроме того, выступления на кубке Дэвиса давали важное для него ощущение, что он член команды, а не одиночка. Он говорил: «Моя мама заставила меня поклясться, что я всегда буду играть за мою страну, если меня об этом попросят», и это принципиально отличало его от другого знаменитого американца, Джимми Коннорса, который на протяжении почти всей карьеры игнорировал Кубок Дэвиса.
Хотя после поражения в финальном матче 1984 года пути Макинроя и сборной на много лет разошлись, его вклад в успехи команды был рекордным. В общей сложности он участвовал в двенадцати сезонах кубка, играя как в одиночном, так и в парном разряде. В составе сборной США он завоёвывал Кубок пять раз (1978, 1979, 1981, 1982, 1992) и установил ряд рекордов сборной США:
- Количество сыгранных сезонов — 12.
- Количество сыгранных командных встреч — 30.
- Количество побед в одиночном разряде — 41.
- Количество выигранных матчей по сумме встреч в одиночном и парном разрядах — 59.

В 1982 году он установил рекорд, не повторённый по сей день, — в каждом из четырёх матчей розыгрыша он сыграл и выиграл по три встречи (две одиночные и одну парную), одержав таким образом 12 побед за один сезон.

#### Употребление запрещённых препаратов
Макинрой неоднократно подозревался прессой в употреблении наркотиков, в частности, кокаина. Основаниями для подозрений служили быстрое падение в рейтинге в середине-конце 1980-х годов, регулярное участие в развлечениях голливудской богемы, отношения и брак с О’Нил, которая несколько раз проходила курсы лечения от наркотической зависимости, а также повышенная раздражительность и поведение, характерное для людей, употребляющих наркотические вещества. В течение многих лет Макинрой отрицал все обвинения, однако после окончания карьеры признал, что «кокаин был наркотиком той эпохи, а он не был невинным прохожим». В своей автобиографической книге он также неоднократно намекает на использование наркотических препаратов.
Помимо употребления так называемых «развлекательных» наркотиков, Макинрой также признался, что употреблял (по его утверждению, «по незнанию») анаболические стероиды. Впервые это заявление прозвучало в 2002 году из уст О’Нил, и в течение долгого времени Макинрой категорически отрицал обвинение, называя его «смехотворным», однако впоследствии, в интервью газете The Daily Telegraph, заявил, что «в течение шести лет я не знал, что мне давали стероиды, которые обычно предназначались для скаковых лошадей и были легальными до тех пор, пока не решили, что они слишком сильнодействующие даже для лошадей». Он не стал уточнять, кто именно и с какой целью давал ему стероиды, и впоследствии пояснял, что получал их в качестве обезболивающих лекарств.

### После завершения профессиональной карьеры
Окончание профессиональной карьеры совпало для Макинроя с концом его первого брака — Татум О’Нил, от которой он требовал сидеть дома с детьми вместо возобновления экранной карьеры, подала на развод, который был официально оформлен в 1993 году. В 1997 году он женился на Патти Смит, певице и композиторе. У Макинроя шестеро детей — трое от первого брака (Кевин, Шон и Эмили), двое от второго (Анна и Ава) и Руби — дочь Патти Смит от первого брака. Все дети живут с ним.

Макинрой и Крис Эверт в фильме «Уимблдон»

Ещё в последний год выступлений он начал работать в качестве спортивного комментатора с телеканалами NBC и USA Network, на условиях частичной занятости, комментируя турниры после выбывания из основной сетки в одиночном разряде. После завершения теннисной карьеры он становится штатным комментатором USA Network, а затем и NBC.
В тот же период он попытался начать вторую карьеру в качестве профессионального рок-музыканта. Макинрой всегда увлекался рок-музыкой и игрой на гитаре и был знаком со многими известными исполнителями этого жанра. В 1994 году он организовал собственную рок-группу, в которой выступал в качестве солиста и ведущего гитариста. Первоначально группа называлась «John McEnroe Band», позднее, в честь своей второй жены он переименовал её в «Johnny Smith Band». В течение нескольких лет он гастролировал по США и Европе, но большого успеха группа не имела, и в 1997 году Макинрой окончательно отказался от амбициозных планов стать рок-звездой и в дальнейшем играл на гитаре только в качестве хобби.
Другим начинанием Макинроя была попытка стать арт-дилером, он открыл художественную галерею на Манхэттене и собрал коллекцию современной американской живописи, но не достиг особых успехов. В настоящее время галерея открывается только по предварительной договорённости.
В 1999 году Макинрой стал капитаном сборной США в Кубке Дэвиса. О желании занять этот пост он неоднократно заявлял и в этом стремлении его поддерживали партнёры по сборной 1992 года Сампрас, Курье и Агасси. Однако, как пишет журналист Джон Вертхайм, получив эту должность, он «рассорился с ведущими американскими игроками, поливал грязью игроков и тренеров соперничающих команд и срывал встречи и пресс-конференции». Команда под его руководством после двух побед с минимальным счётом над сборными Зимбабве и Чехословакии достигла полуфинала, где уступила сборной Испании 0-5, после чего он подал в отставку и команду возглавил его брат Патрик. В том же году он был избран в Международный зал теннисной славы, а в 2007 году был удостоен высшей награды Международной федерации тенниса (ITF) — Приза Филиппа Шатрие.
В соавторстве с журналистом Джеймсом Капланом в 2002 году он выпустил автобиографическую книгу, озаглавленную одной из его знаменитых фраз, адресованных судьям: «Не может быть, что вы это всерьёз».
В 2004 году он попробовал свои силы в качестве телеведущего в ток-шоу «Макинрой» на NBC и игре «The Chair» на ABC. Обе передачи не пользовались популярностью и были закрыты через несколько месяцев.
В 2002 году он сыграл самого себя в фильме «Миллионер поневоле», в 2004 году снялся в фильме «Уимблдон» в эпизодической роли телекомментатора. В 2006 году он сыграл в комедийном сериале «Студия 30» ведущего игрового шоу, восклицающего после отснятого эпизода: «Не может быть, что вы это всерьёз!».

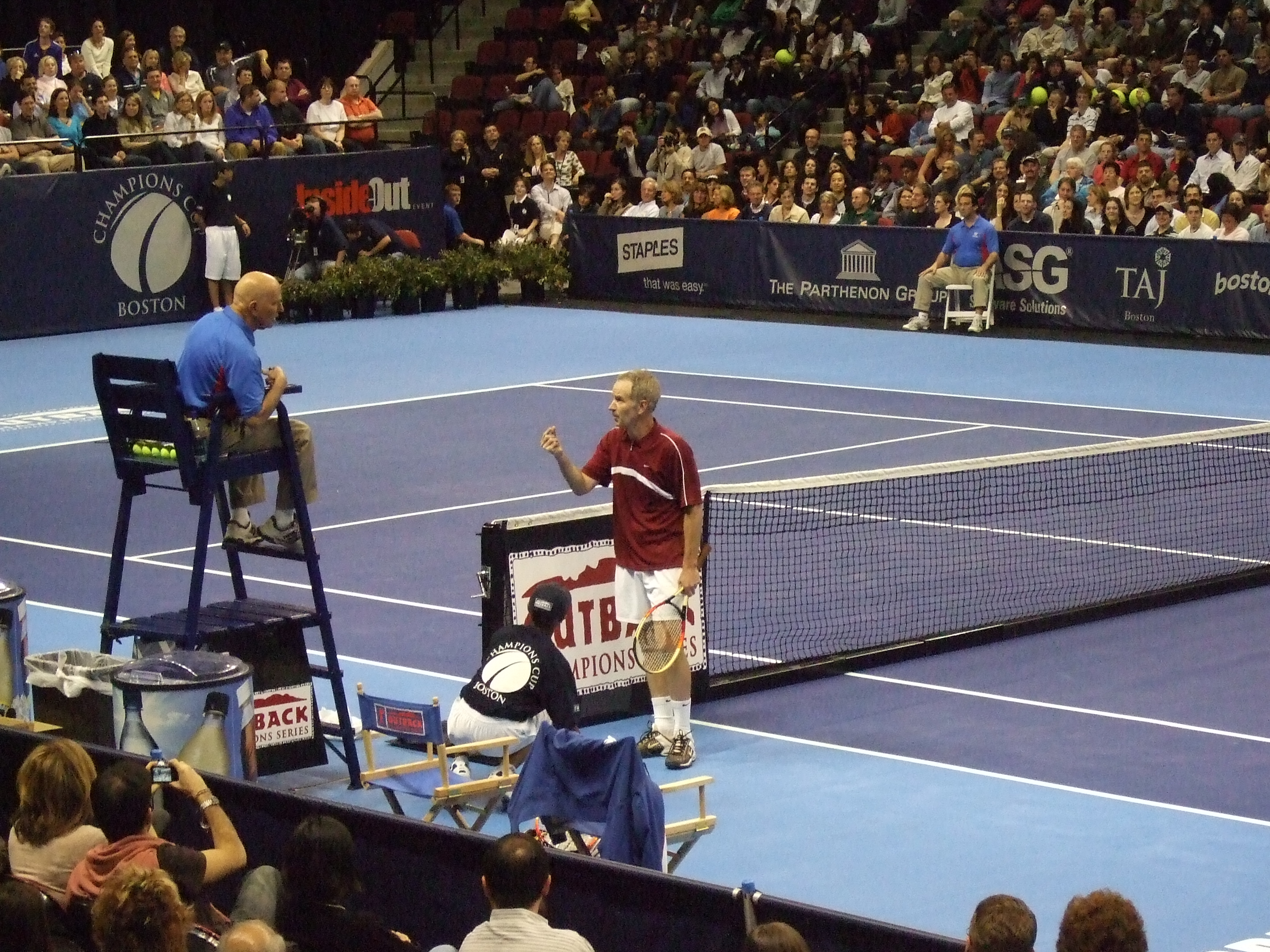
Спор с арбитром.
Серия Чемпионов, Бостон, 2007

Несмотря на окончание профессиональной карьеры, Макинрой продолжает активно играть в теннис, участвуя в показательных матчах и в двух циклах соревнований ветеранов — Туре Чемпионов, проводящемся под эгидой ATP, и Серии Чемпионов, независимом цикле турниров в США. В Туре Чемпионов Макинрой стал обладателем 20 титулов в одиночном разряде.
На Уимблдоне 1999 года он принял участие в смешанном разряде в паре со Штеффи Граф. Пара смогла достичь полуфинала, где должна была встретиться с Анной Курниковой и Юнасом Бьоркманом, но на этом этапе Граф отказалась от дальнейшего участия, мотивировав это обострившейся болью в бедре и тем, что ей необходимо сконцентрироваться на финале в одиночном женском разряде. В 2006 году, после 14-летнего перерыва, Макинрой принял участие в двух турнирах ATP-тура в парном разряде с Юнасом Бьоркманом и одержал победу в одном из них, SAP Open в Сан-Хосе, став в 47 лет самым возрастным обладателем титула ATP за последние 30 лет. Во втором турнире — If Stockholm Open — пара дошла до четвертьфинала.

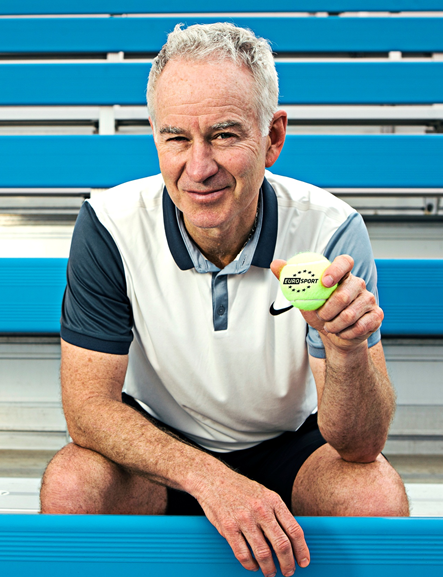
Макинрой в 2015 году

В том же году после реставрации был открыт музей Всеанглийского клуба, один из объектов экспозиции — раздевалка, восстановленная в том виде, в каком она была в 1980 году, экскурсию по раздевалке ведёт «призрак» Макинроя — голографическое изображение, проецируемое с помощью специальной аппаратуры. В 2017 году на экраны выходит шведский художественный фильм «Борг/Макинрой», посвящённый противостоянию Макинроя с Бьорном Боргом и в частности их матчу в финале Уимблдонского турнира 1980 года. Роль Макинроя в фильме играет Шайа Лабаф; сам теннисист в 2016 году заявил, что создатели фильма не сочли нужным советоваться с ним о содержании ленты, а с Лабафом он до этого вообще никогда не общался.
В 2010 году Макинрой открыл Академию тенниса на Манхэттене, ориентированную на занятия с юниорами, уже достигшими существенных результатов в спорте и стремящимися к профессиональной карьере.

## Стиль игры и оценка карьеры
Основа стиля игры Макинроя — подача и выход к сетке. Его отличала быстрая реакция, чувство мяча, изобретательность и разнообразие ударов. Брэд Гилберт писал о нём:
В лучшие годы по точности и чувствительности рук Макинрой не уступал опытному нейрохирургу.
Похожую оценку дал ему и Артур Эш:
Против Коннорса или Борга вы чувствуете так, как будто вас бьют кузнечным молотом, Макинрой же — стилет.
Историк тенниса Бад Коллинз называет удар Макинроя во время выхода к сетке «лёгким, как пёрышко, касанием». В то же время он отмечает, что и на задней линии тот был достаточно надёжен, чтобы на пике карьеры выиграть Открытый чемпионат Франции, от победы в финале которого его в 1984 году отделили только один сет и собственный несдержанный характер.
Многие специалисты считают Макинроя одним из наиболее природно одарённых игроков за всю историю тенниса, Матс Виландер сказал в одном из интервью:
Он имел самый большой потенциал среди всех, о ком я говорю, но не смог его реализовать. Я уверен, что он должен стукнуть сам себя несколько раз за то, что не стал величайшим игроком всех времён. Он верил, что может совершенствоваться, играя матчи, и поэтому играл много парных встреч наряду с одиночными, но игнорировал тренировки. Если бы он работал над своей игрой и спортивной формой, как другие лучшие профессионалы, только небеса могли быть пределом.
Ещё более образно и категорично высказался Пэт Кэш:
В каждом, кто является лучшим, есть тонкая линия между гениальностью и сумасшествием. Джон, по моему мнению, лучший игрок, когда-либо выходивший на корт. И он всегда ходил по этой линии. Иногда ему случалось пересекать её.
По словам Питера Флеминга, завоевавшего в паре с Макинроем целый ряд самых престижных титулов мирового тенниса, лучшая пара в мире — это «Джон Макинрой и кто угодно рядом с ним».
Макинрой, в котором сочетались игровой талант и взрывной темперамент, не пренебрегал грязными методами психологической войны на корте. Почти все его соперники сходятся во мнениях, что его скандальное поведение было продиктовано не капризами безумного гения, а холодным тактическим расчётом. На это указывают такие менее именитые соперники Макинроя, как Брэд Гилберт и Мел Пёрселл, в матчах с которыми он, начиная проигрывать, обрушивал на соперников, судей и даже зрителей шквал жалоб и оскорблений, но подобные приёмы характеризуют, по мнению обозревателя New York Times Джулиана Рубинстейна, и игру против Коннорса, Лендла, Джима Курье, Бориса Беккера и Пита Сампраса. Бьорн Борг был единственным, против кого Макинрой не прибегал к таким уловкам (как сам Макинрой потом писал в своей автобиографии, он слишком уважал шведа и был в восторге от самого факта, что ему надо играть с Боргом).

## Достижения
Профессионал с 1978 года. Выиграл 84 турнира (77 титулов Ассоциация теннисистов-профессионалов) в одиночном и 78 турниров в парном разряде. По количеству выигранных титулов в одиночном разряде он занимает 6-е место после Джимми Коннорса (109), Роджера Федерера (103), Новака Джоковича (98), Ивана Лендла (94) и Рафаэля Надаля (92). По количеству побед в парном разряде он входит в число лидеров Открытой эры, уступая только таким игрокам, специализирующимся на выступлениях в парах, как Тодд Вудбридж, Даниэль Нестор и братья Майк и Боб Брайаны. По сумме побед в одиночных и парных соревнованиях занимает первое место в истории профессионального тенниса с начала Открытой эры.
Лучшие результаты в турнирах «Большого шлема»:
- Чемпион Уимблдона (1981, 1983, 1984) в одиночном разряде. Чемпион (1979, 1981, 1983, 1984, 1992) в парном разряде.
- Чемпион США (1979—1981, 1984) в одиночном разряде. Чемпион (1979, 1981, 1983, 1989) в парном разряде.
- Чемпион Открытого чемпионата Франции (1977) в смешанном парном разряде. Финалист (1984) в одиночном разряде.
- Полуфиналист Открытого чемпионата Австралии (1983) в одиночном разряде.

Трижды выигрывал финальный турнир Мастерс в одиночном разряде (1978, 1983, 1984) и семь раз подряд в парном (1978—1984, все победы в паре с Питером Флемингом).
Пять раз выигрывал итоговый турнир WCT в одиночном разряде (1979, 1981, 1983, 1984, 1989) и один раз в парах (1979, с Флемингом).
В составе сборной США — пятикратный обладатель Кубка Дэвиса (1978, 1979, 1981, 1982, 1992) и двукратный победитель Командного Кубка Мира (1984, 1985).
Первая ракетка мира с 3 марта 1980 года, сохранял этот титул (с перерывами) в течение 170 недель. Четыре года подряд, с 1981 по 1984 год, он заканчивал сезон в качестве первой ракетки мира. Макинрой также в общей сложности 269 недель был первой ракеткой мира в парном разряде, что было абсолютным рекордом до конца 2011 года, когда этот результат превзошли братья Брайаны.
Эпоха Макинроя частично пересекается с периодами лидерства трёх других знаменитых теннисистов — Джимми Коннорса, Бьорна Борга и Ивана Лендла. В матчах с Коннорсом Макинрой побеждал чаще (31 победа при 20 поражениях), соперничество с Боргом окончилось вничью (7-7), а Лендлу Макинрой чаще проигрывал (15 побед при 21 поражении). У Макинроя минимальный перевес в матчах (с одинаковым счётом 7-6) с двумя другими первыми ракетками мира — Стефаном Эдбергом и Матсом Виландером, а более молодой Борис Беккер, впервые сыгравший с ним только в 1985 году, имеет заметный перевес (8 побед и 2 поражения).

## Статистика выступлений

### Финалы турниров Большого шлема — одиночный разряд

#### Победы (7)
| Год  | Турнир                     | Противник в финале | Счёт матча              |
| 1979 | Открытый чемпионат США     | Витас Герулайтис   | 7-5, 6-3, 6-3           |
| 1980 | Открытый чемпионат США (2) | Бьорн Борг         | 7-6, 6-1, 6-7, 6-7, 6-4 |
| 1981 | Уимблдонский турнир        | Бьорн Борг         | 4-6, 7-6, 7-6, 6-4      |
| 1981 | Открытый чемпионат США (3) | Бьорн Борг         | 4-6, 6-2, 6-4, 6-3      |
| 1983 | Уимблдонский турнир (2)    | Крис Луис          | 6-2, 6-2, 6-2           |
| 1984 | Уимблдонский турнир (3)    | Джимми Коннорс     | 6-1, 6-1, 6-2           |
| 1984 | Открытый чемпионат США (4) | Иван Лендл         | 6-3, 6-4, 6-1           |

#### Поражения (4)
| Год  | Турнир                     | Противник в финале | Счёт матча              |
| 1980 | Уимблдонский турнир        | Бьорн Борг         | 1-6, 7-5, 6-3, 6-7, 8-6 |
| 1982 | Уимблдонский турнир        | Джимми Коннорс     | 3-6, 6-3, 6-7, 7-6, 6-4 |
| 1984 | Открытый чемпионат Франции | Иван Лендл         | 3-6, 2-6, 6-4, 7-5, 7-5 |
| 1985 | Открытый чемпионат США     | Иван Лендл         | 7-6, 6-3, 6-4           |

### Финалы турниров Большого шлема — парный разряд

#### Победы (9)
| Год  | Чемпионат                  | Напарник      | Противники в финале             | Счёт матча                            |
| 1979 | Уимблдонский турнир        | Питер Флеминг | Брайан Готтфрид Рауль Рамирес   | 4-6, 6-4, 6-2, 6-2                    |
| 1979 | Открытый чемпионат США     | Питер Флеминг | Роберт Лутц Стэн Смит           | 6-2, 6-4                              |
| 1981 | Уимблдонский турнир (2)    | Питер Флеминг | Роберт Лутц Стэн Смит           | 7-6 (7-5), 6-3, 6-7 (4-7), 6-4        |
| 1981 | Открытый чемпионат США (2) | Питер Флеминг | Хайнц Гюнтхардт Питер Макнамара | Без игры                              |
| 1983 | Уимблдонский турнир (3)    | Питер Флеминг | Тим Галликсон Том Галликсон     | 6-4, 6-3, 6-4                         |
| 1983 | Открытый чемпионат США (3) | Питер Флеминг | Фриц Бюнинг Ван Виницки         | 6-3, 6-4, 6-2                         |
| 1984 | Уимблдонский турнир (4)    | Питер Флеминг | Пэт Кэш Пол Макнами             | 6-2, 5-7, 6-2, 3-6, 6-3               |
| 1989 | Открытый чемпионат США (4) | Марк Вудфорд  | Кен Флэк Роберт Сегусо          | 6-4, 4-6, 6-3, 6-3                    |
| 1992 | Уимблдонский турнир (5)    | Михаэль Штих  | Джим Грабб Ричи Ренеберг        | 5-7, 7-6 (7-5), 3-6, 7-6 (7-5), 19-17 |

#### Поражения (3)
| Год  | Чемпионат               | Напарник      | Противники в финале         | Счёт матча              |
| 1978 | Уимблдонский турнир     | Питер Флеминг | Боб Хьюитт Фрю Макмиллан    | 6-1, 6-4, 6-2           |
| 1980 | Открытый чемпионат США  | Питер Флеминг | Роберт Лутц Стэн Смит       | 7-6, 3-6, 6-1, 3-6, 6-3 |
| 1982 | Уимблдонский турнир (2) | Питер Флеминг | Питер Макнамара Пол Макнами | 6-3, 6-2                |

### Финалы турниров Большого шлема — смешанный парный разряд

#### Победа (1)
| Год  | Чемпионат                  | Напарница    | Противники в финале        | Счёт матча |
| 1977 | Открытый чемпионат Франции | Мэри Карильо | Флоренца Михай Иван Молина | 7-6, 6-3   |

### Хронология выступлений в турнирах Большого шлема — одиночный разряд
| Турнир                       | 1977  | 1978  | 1979  | 1980  | 1981  | 1982  | 1983  | 1984  | 1985  | 1986  | 1987  | 1988  | 1989  | 1990  | 1991  | 1992  | В/У    | В-П    |
| ---------------------------- | ----- | ----- | ----- | ----- | ----- | ----- | ----- | ----- | ----- | ----- | ----- | ----- | ----- | ----- | ----- | ----- | ------ | ------ |
| Открытый чемпионат Австралии | Н/У   | Н/У   | Н/У   | Н/У   | Н/У   | Н/У   | ПФ    | Н/У   | ЧФ    | —     | Н/У   | Н/У   | ЧФ    | 4К    | Н/У   | ЧФ    | 0 / 5  | 18-5   |
| Открытый чемпионат Франции   | 2К    | Н/У   | Н/У   | 3К    | ЧФ    | Н/У   | ЧФ    | Ф     | ПФ    | Н/У   | 1К    | 4К    | Н/У   | НУ    | 1К    | 1К    | 0 / 10 | 25-10  |
| Уимблдонский турнир          | ПФ    | 1К    | 4К    | Ф     | Ч     | Ф     | Ч     | Ч     | ЧФ    | Н/У   | Н/У   | 2К    | ПФ    | 1К    | 4К    | ПФ    | 3 / 14 | 59-11  |
| Открытый чемпионат США       | 4К    | ПФ    | Ч     | Ч     | Ч     | ПФ    | 4К    | Ч     | Ф     | 1К    | ЧФ    | 2К    | 2К    | ПФ    | 3К    | 4К    | 4 / 16 | 65-12  |
| В/У                          | 0 / 3 | 0 / 2 | 1 / 2 | 1 / 3 | 2 / 3 | 0 / 2 | 1 / 4 | 2 / 3 | 0 / 4 | 0 / 1 | 0 / 2 | 0 / 3 | 0 / 3 | 0 / 3 | 0 / 3 | 0 / 4 | 7 / 45 | —      |
| В-П за год                   | 9-3   | 5-2   | 9-1   | 15-2  | 18-1  | 11-2  | 18-3  | 20-1  | 18-4  | 0-1   | 4-2   | 5-3   | 10-3  | 8-3   | 5-3   | 12-4  | —      | 167-38 |

Легенда:

- В/У — отношение количества выигранных турниров к турнирам, в которых спортсмен принимал участие.
- В-П — количество выигранных и проигранных матчей
- Результаты:
  - «—» — турнир не проводился;
  - Н/У — не участвовал в турнире;
  - Ч — чемпион;
  - Ф — финалист;
  - ПФ — участие в полуфинале;
  - ЧФ — участие в четвертьфинале;
  - 1К, 2К, 3К, 4К — 1-й, 2-й, 3-й, 4-й круг, соответственно.

### Статистика выступлений в одиночном разряде
| Турниры                      | 1977 | 1978 | 1979 | 1980 | 1981 | 1982 | 1983 | 1984 | 1985 | 1986 | 1987 | 1988 | 1989 | 1990 | 1991 | 1992 | Всего |
| ---------------------------- | ---- | ---- | ---- | ---- | ---- | ---- | ---- | ---- | ---- | ---- | ---- | ---- | ---- | ---- | ---- | ---- | ----- |
| Турниры Большого шлема       | 0    | 0    | 1    | 1    | 2    | 0    | 1    | 2    | 0    | 0    | 0    | 0    | 0    | 0    | 0    | 0    | 7     |
| Кубок Мастерс                | 0    | 1    | 0    | 0    | 0    | 0    | 1    | 1    | 0    | 0    | 0    | 0    | 0    | 0    | 0    | 0    | 3     |
| Серия Мастерс                | 0    | 0    | 0    | 0    | 1    | 0    | 0    | 1    | 1    | 0    | 0    | 0    | 0    | 0    | 0    | 0    | 3     |
| Прочие турниры ATP           | 0    | 4    | 9    | 7    | 7    | 5    | 5    | 9    | 7    | 3    | 0    | 2    | 3    | 1    | 1    | 0    | 63    |
| Всего побед, учитываемых ATP | 0    | 5    | 10   | 8    | 10   | 5    | 7    | 13   | 8    | 3    | 0    | 2    | 3    | 1    | 1    | 0    | 76    |
| Прочие турниры               | 0    | 0    | 0    | 1    | 1    | 1    | 1    | 0    | 0    | 1    | 0    | 1    | 1    | 0    | 0    | 0    | 7     |

### Участие в финалах командных турниров
| Результат | Год  | Турнир        | Место проведения             | Команда                                              | Соперник                                                      | Счёт |
| --------- | ---- | ------------- | ---------------------------- | ---------------------------------------------------- | ------------------------------------------------------------- | ---- |
| Победа    | 1978 | Кубок Дэвиса  | Ранчо-Мираж, Калифорния, США | США Б. Готтфрид, Б. Лутц, Дж. Макинрой, С. Смит      | Великобритания М. Кокс, Дж. Ллойд, Д. Ллойд, К. Моттрам       | 4-1  |
| Победа    | 1979 | Кубок Дэвиса  | Сан-Франциско, США           | США В. Герулайтис, Б. Лутц, Дж. Макинрой, С. Смит    | Италия К. Барадзутти, П. Бертолуччи, А. Зугарелли, А. Панатта | 5-0  |
| Победа    | 1981 | Кубок Дэвиса  | Цинциннати, США              | США Дж. Макинрой, Р. Таннер, П. Флеминг              | Аргентина Г. Вилас, Х.-Л. Клерк                               | 3-1  |
| Победа    | 1982 | Кубок Дэвиса  | Гренобль, Франция            | США Дж. Майер, Дж. Макинрой, П. Флеминг              | Франция А. Леконт, Я. Ноа                                     | 4-1  |
| Победа    | 1984 | Кубок мира    | Дюссельдорф, ФРГ             | США · Дж. Ариас, Дж. Макинрой, П. Флеминг            | Чехословакия · И. Лендл, Т. Шмид                              | 2-1  |
| Поражение | 1984 | Кубок Дэвиса  | Гётеборг, Швеция             | США Дж. Ариас, Дж. Коннорс, Дж. Макинрой, П. Флеминг | Швеция М. Виландер, Х. Сундстрём, С. Эдберг, А. Яррид         | 1-4  |
| Победа    | 1985 | Кубок мира    | Дюссельдорф                  | США · Дж. Коннорс, Дж. Макинрой, Р. Сегусо, К. Флэк  | Чехословакия · И. Лендл, М. Мечирж, Т. Шмид                   | 2-1  |
| Поражение | 1987 | Кубок мира    | Дюссельдорф                  | США · Б. Гилберт, Дж. Макинрой, Р. Сегусо            | Чехословакия · М. Мечирж, Т. Шмид, М. Шрейбер                 | 1-2  |
| Поражение | 1990 | Кубок Хопмана | Перт, Австралия              | США · Дж. Макинрой, П. Шрайвер                       | Испания · А. Санчес, Э. Санчес                                | 1-2  |
| Победа    | 1992 | Кубок Дэвиса  | Форт-Уэрт, Техас, США        | США А. Агасси, Дж. Курье, Дж. Макинрой, П. Сампрас   | Швейцария М. Россе, Я. Хласек                                 | 3-1  |